# Fronsburg
Fronsburg ist eine Ortschaft und eine Katastralgemeinde der Marktgemeinde Weitersfeld im Bezirk Horn in Niederösterreich. Die Ortschaft hat 112 Einwohner (Stand 1. Jänner 2024). Bis Ende 1970 war Fronsburg eine eigenständige Gemeinde.

## Geografie
Das Dorf befindet sich nördlich von Weitersfeld und wird von der Fugnitz durchflossen. Im Ort laufen die Landesstraßen L1050, L1157 und L1159 zusammen.

## Geschichte
Im Jahr 1430 zogen die Hussiten plündernd durch das nördliche Waldviertel. Die Burg in Fronsburg bestimmten sie zu einem ihrer Stützpunkte.
Laut Adressbuch von Österreich waren im Jahr 1938 in der Ortsgemeinde Fronsburg zwei Gastwirte, zwei Gemischtwarenhändler, eine Mühle samt Sägewerk,  ein Schmied, eine Schneiderin, ein Schuster und einige Landwirte ansässig.
Mit 1. Jänner 1971 wurden im Zuge der Niederösterreichischen Kommunalstrukturverbesserung die bis dahin selbständigen Gemeinden Fronsburg und Oberfladnitz nach Weitersfeld  eingemeindet.

## Sehenswürdigkeiten
- Schloss Fronsburg
- Fronsburger Bründl